# Санта Доменика (Вибо Валенција)
Санта Доменика је насеље у Италији у округу Вибо Валенција, региону Калабрија.
Према процени из 2011. у насељу је живело 1472 становника. Насеље се налази на надморској висини од 84 м.